# Jablonov nad Turňou
Jablonov nad Turňou és un poble i municipi d'Eslovàquia. Es troba a la regió de Košice, a l'est del país.

## Història
La primera referència escrita de la vila data del 1235.

## Demografia
| Godina             | 1994 | 2004   | 2014   | 2024   |
| ------------------ | ---- | ------ | ------ | ------ |
| Nombre de persones | 863  | 862    | 786    | 733    |
| Diferència         |      | −0,11% | −8,81% | −6,74% |

| Godina             | 2023 | 2024   |
| ------------------ | ---- | ------ |
| Nombre de persones | 737  | 733    |
| Diferència         |      | −0,54% |